# Маријета (Тексас)
Маријета (енгл. Marietta) град је у америчкој савезној држави Тексас. По попису становништва из 2010. у њему је живело 134 становника.

## Демографија
Према попису становништва из 2010. у граду је живело 134 становника, што је 22 (19,6%) становника више него 2000. године.
| Група             | 2000.       | 2010.       |
| Белци             | 111 (99,1%) | 123 (91,8%) |
| Афроамериканци    | 1 (0,9%)    | 10 (7,5%)   |
| Азијати           | 0 (0,0%)    | 0 (0,0%)    |
| Хиспаноамериканци | 0 (0,0%)    | 1 (0,7%)    |
| Укупно            | 112         | 134         |